# Orseolia bengalensis
Orseolia bengalensis är en tvåvingeart som först beskrevs av Mani 1937.  Orseolia bengalensis ingår i släktet Orseolia och familjen gallmyggor. Inga underarter finns listade i Catalogue of Life.